# Rodrigo Sorogoyen
Rodrigo Sorogoyen del Amo (Madrid, 16 de septiembre de 1981) es un director de cine, realizador y guionista español, galardonado con los premios Goya 2019 a mejor director y al mejor guion original - compartido con Isabel Peña- por la película El reino (2018), que ganó siete Premios Goya; y cinco premios Feroz y premios Goya 2023 a mejor director y al mejor guion original -compartido con Isabel Peña- por la película As bestas. Sus películas Stockholm (2013) y Que Dios nos perdone (2016) han tenido también un gran reconocimiento por parte de la crítica y del público.

## Biografía
Nacido en Madrid el 16 de septiembre de 1981, Rodrigo Sorogoyen del Amo es nieto del director de cine Antonio del Amo. Se licenció en Historia por la Universidad Complutense de Madrid. En 2001, estudió Guion Cinematográfico en la Escuela de Cine Septima Ars de Madrid. En 2004, se matriculó en la Escuela de Cinematografía de la Comunidad de Madrid (ECAM) y comenzó sus primeros trabajos como guionista de ficción.
En 2024, ha sido presidente del jurado de la 63 Semana de la Crítica del Festival de Cannes, que tendrá lugar del próximo 14 al 25 de mayo.

### Inicios
En 2008 codirigió la película 8 citas, en colaboración con Peris Romano. La cinta, rodada en Madrid, es una comedia romántica a través de ocho historias. Destaca el trabajo de actores como Fernando Tejero, Belén Rueda, Verónica Echegui, Jordi Vilches, Raúl Arévalo, Ana Wagener, Miguel Ángel Solá o Arturo Valls. Fue presentada en el Festival de Cine de Málaga, donde tuvo una buena acogida. En 2010, junto a tres compañeros de la ECAM, fundó la productora Caballo Films.
Rodrigo Sorogoyen ha dirigido una veintena de telefilmes para series como Impares (2008), La pecera de Eva (2010), Vida loca (2011) y Frágiles (2013).

### Dirección

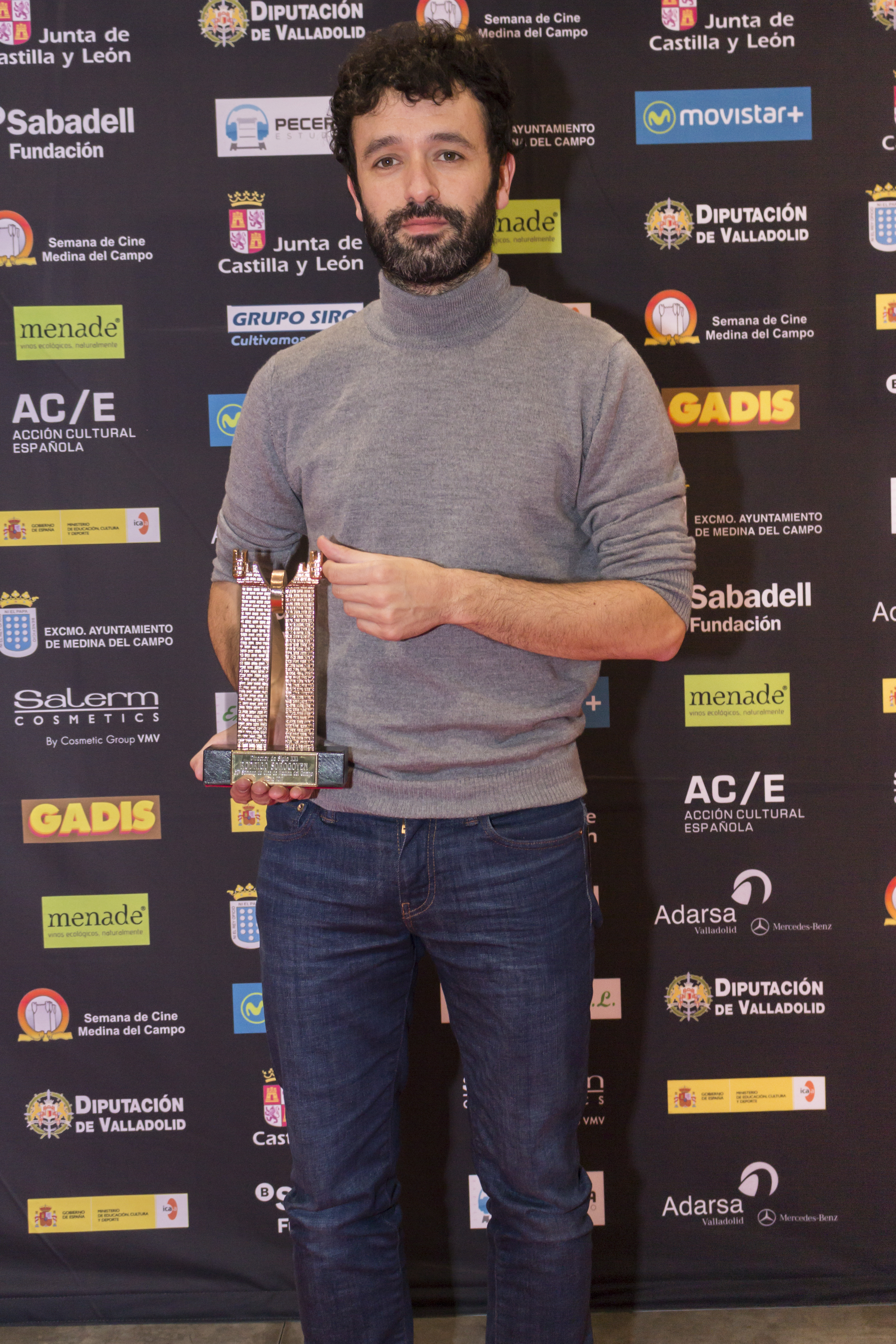
Rodrigo Sorogoyen en la 30 Semana de Cine de Medina del Campo

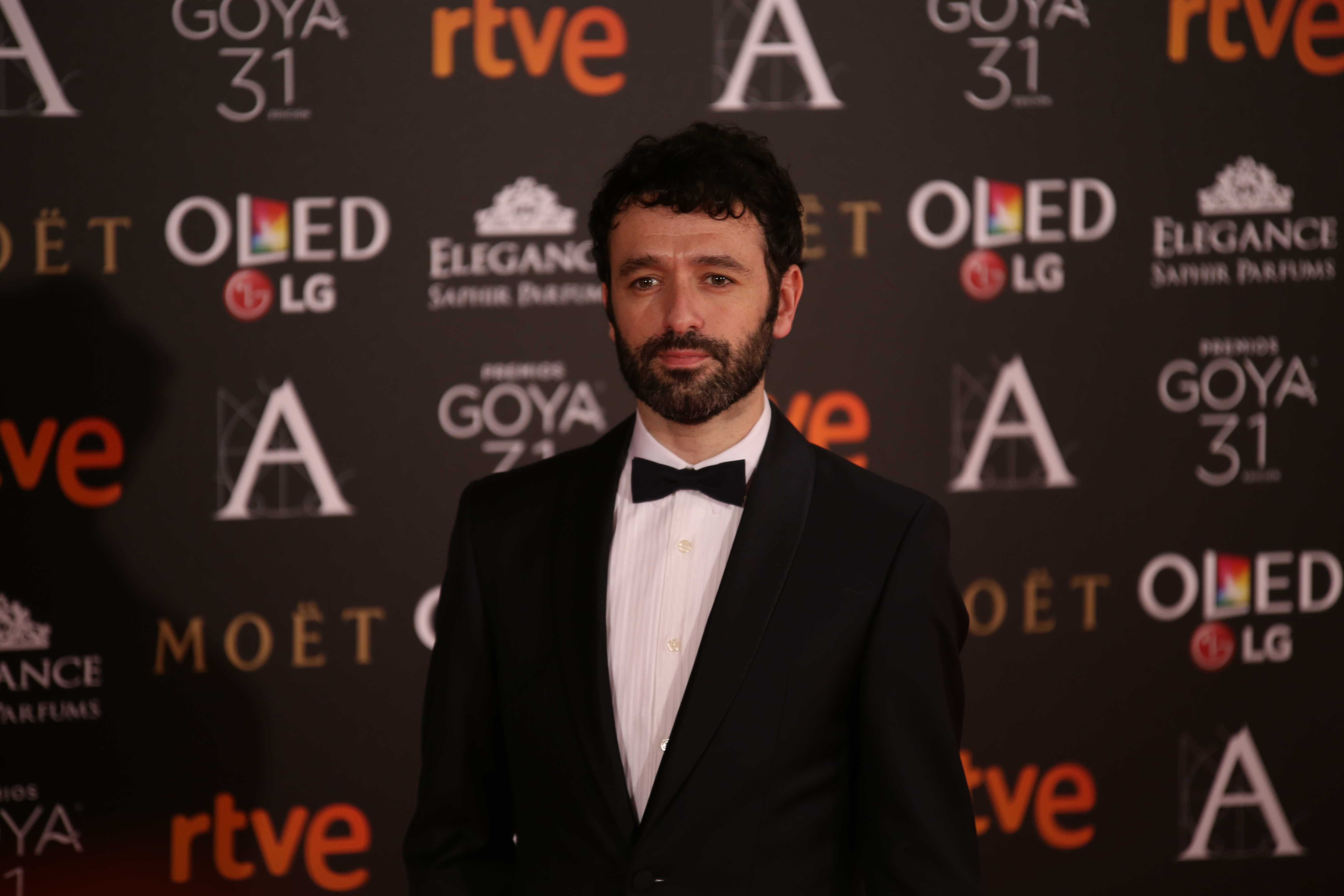
Sorogoyen en los Premios Goya 2017

En 2013 se estrenó Stockholm, con guion de Isabel Peña y Sorogoyen. Se trata de una historia real con voluntad hiperrealista. Financiada mediante micromecenazgo, la cinta tuvo un presupuesto de 60.000 euros. La cinta, protagonizada por Aura Garrido y Javier Pereira, fue galardonada con tres Biznagas de Plata en el Festival de Cine de Málaga. Además obtuvo una mención especial, el premio Signis a la mejor película y el premio del Jurado Joven también a la mejor película. Sorogoyen obtuvo el galardón al mejor director y el premio al mejor guion novel, junto a su coguionista Isabel Peña. Uno de sus protagonistas, Javier Pereira, recibió el Goya al mejor actor revelación.
La película Que Dios nos perdone (2016), con guion de Isabel Peña y Sorogoyen, contó con actores como Antonio de la Torre, Roberto Álamo y Javier Pereira.
En enero de 2019 con El reino sobre la corrupción en España fue el gran vencedor de los premios Feroz 2019. La película logró cinco de las 10 estatuillas a las que optaba: mejor película dramática, mejor director, mejor actor protagonista (Antonio de la Torre), mejor actor de reparto (Luis Zahera) y mejor guion con Isabel Peña. En los premios Goya 2019 ganó el premio a la mejor dirección y al mejor guion original -compartido con Isabel Peña-.
En 2020 se estrenó su trabajo televisivo más importante, Antidisturbios, producida y emitida por Movistar+, repitiendo el equipo de guion con Isabel Peña, esta vez con la colaboración de Eduardo Villanueva. Esta producción logró numerosas nominaciones y premios para la serie y su elenco, entre otros el Feroz a mejor serie, a mejor actor principal (Hovik Keuchkerian) y a mejor actor secundario (Patrick Criado).
Su última producción cinematográfica, con guion compartido de nuevo con Isabel Peña, fue As bestas (2022), volviendo a resultar multipremiada: Premio del Público Ciudad de Donostia a la Mejor película europea en la 70.ª edición del Festival de San Sebastián. En los Goya 2023 ganó nueve premios, entre ellos el Goya a mejor película, mejor dirección (Rodrigo Sorogoyen), mejor actor protagonista (Denis Ménochet), mejor actor de reparto (Luis Zahera) y mejor guion original (Isabel Peña y Rodrigo Sorogoyen).

## Filmografía

### Cine
- 8 citas (codirigido con Peris Romano, 2008)
- Stockholm (2013)
- Que Dios nos perdone (2016)
- Madre (cortometraje, 2017)
- El reino (2018)
- Madre (2019)
- As bestas (2022)
- El ser querido (2025)

### Series y telefilmes
- 2008-2010 Impares (TV Serie de 43 episodios)

-Episodio 2.33 (2010)
-Episodio 2.32 (2010)
-Episodio 2.31 (2010)
-Episodio 2.30 (2010)
-Episodio 2.29 (2010)
- 2010-2011 La pecera de Eva (TV Serie de 221 episodios)

-Episodio 4.39 (2011)
-Episodio 4.37 (2011)
-Episodio 4.52 (2011)
-Episodio 4.51 (2011)
-Episodio 4.50 (2011)
- 2010-2011 Impares Premium (TV Serie de 10 episodios)

-Episodio 1.10 (2011)
-Episodio 1.9 (2010)
-Episodio 1.8 (2010)
-Episodio 1.7 (2010)
-Episodio 1.6 (2010)
- 2011 Vida loca (TV Serie de 6 episodios)

-La madre que te parió (2011)
-Goteras en el paraíso (2011)
-Que si la abuela fuma (2011)
-Haciendo el primo (2011)
-Han bailado bingo (2011)
- 2013 Frágiles (TV Serie de 13 episodios)

-Sin miedo a nada (2013)
-El extraterrestre (2013)
-La monja milagrosa (2013)
-El deportista atropellado (2013)
-Viejos amigos (2013)
- 2014 El iluso (Short)

- 2015 Rabia (TV Serie de 1 episodio)

La caza (2015)
- 2020 En casa (TV Serie de 1 episodio)

-Una situación extraordinaria (2020)
- 2020 Antidisturbios (TV Serie de Movistar+, de 6 episodios de 50 minutos de duración)

- 2021 Historias para no dormir (TV y Amazon Prime Video serie de 8 episodios)

-El doble T1 E4
- 2022 Apagón (TV Serie de 1 episodio)

-Negación (2020)
- 2024 Los años nuevos (Movistar+, Temporada 1, 10 episodios)

## Premios y nominaciones
| Premios Óscar | Premios Óscar                 | Premios Óscar | Premios Óscar | Premios Óscar |
| Año           | Categoría                     | Película      | Resultado     | Ref.          |
| ------------- | ----------------------------- | ------------- | ------------- | ------------- |
| 2019          | Mejor cortometraje de ficción | Madre         | Nominado      | [ 10 ]        |

| Premios Goya | Premios Goya                  | Premios Goya         | Premios Goya | Premios Goya |
| Año          | Categoría                     | Película             | Resultado    | Ref.         |
| ------------ | ----------------------------- | -------------------- | ------------ | ------------ |
| 2014         | Mejor dirección novel         | Stockholm            | Nominado     | [ 11 ]       |
| 2017         | Mejor dirección               | Que dios nos perdone | Nominado     | [ 12 ]       |
| 2017         | Mejor guion original          | Que dios nos perdone | Nominado     | [ 12 ]       |
| 2018         | Mejor cortometraje de ficción | Madre                | Ganador      | [ 13 ]       |
| 2019         | Mejor dirección               | El reino             | Ganador      | [ 14 ]       |
| 2019         | Mejor guion original          | El reino             | Ganador      | [ 14 ]       |
| 2023         | Mejor Película                | As bestas            | Ganador      |              |
| 2023         | Mejor guion original          | As bestas            | Ganador      |              |
| 2023         | Mejor dirección               | As bestas            | Ganador      |              |

| Premios Fugaz al cortometraje español | Premios Fugaz al cortometraje español | Premios Fugaz al cortometraje español | Premios Fugaz al cortometraje español |
| Año                                   | Categoría                             | Película                              | Resultado                             |
| ------------------------------------- | ------------------------------------- | ------------------------------------- | ------------------------------------- |
| 2018                                  | Mejor cortometraje                    | Madre                                 | Ganador                               |
| 2018                                  | Mejor dirección                       | Madre                                 | Ganador                               |
| 2018                                  | Mejor guion                           | Madre                                 | Ganador                               |

Festival Internacional de Cine de San Sebastián
| Año  | Categoría                        | Película             | Resultado |
| ---- | -------------------------------- | -------------------- | --------- |
| 2016 | Premio del jurado al mejor guion | Que Dios nos perdone | Ganador   |

Festival Internacional de Cine de Tokio
| Año  | Categoría        | Película  | Resultado |
| ---- | ---------------- | --------- | --------- |
| 2022 | Tokio Grand Prix | As bestas | Ganador   |
| 2022 | Best director    | As bestas | Ganador   |

Medallas del Círculo de Escritores Cinematográficos
| Año  | Categoría            | Película  | Resultado |
| ---- | -------------------- | --------- | --------- |
| 2013 | Director revelación  | Stockholm | Ganador   |
| 2013 | Mejor guion original | Stockholm | Nominado  |
| 2018 | Mejor director       | El reino  | Ganador   |
| 2018 | Mejor guion original | El reino  | Ganador   |
| 2019 | Mejor guion adaptado | Madre     | Nominado  |
| 2022 | Mejor director       | As bestas | Ganador   |
| 2022 | Mejor guion original | As bestas | Ganador   |

Premios Feroz
| Año  | Categoría      | Película | Resultado |
| ---- | -------------- | -------- | --------- |
| 2019 | Mejor director | El reino | Ganador   |
| 2019 | Mejor guion    | El reino | Ganador   |

Festival de Cine de Alcalá de Henares
- 2017: Premio Comunidad de Madrid por Madre
- 2017: Premio del público Concejalía de Juventud del Excmo. Ayto. de Alcalá de Henares por Madre

Festival de Cine de Málaga
- Biznaga de Plata a la mejor dirección por Stockholm (2013)
- Premio al mejor guionista novel por Stockholm (2013)
- Premio Eloy de la Iglesia (2018)

Semana de Cine de Melilla
- Premio de Cortometrajes Manuel Carmona Mir por Madre (2017)[20]